# Les Pays-d'en-Haut (circonscription fédérale)
Pour les articles homonymes, voir Pays-d'en-Haut (homonymie).
Circonscription électorale fédérale du Canada
Les Pays-d'en-Haut est une circonscription électorale fédérale au Québec (Canada).

## Géographie
La circonscription se trouve au nord-ouest de Montréal dans les régions québécoises des Laurentides et de Lanaudière. 
Elle comprend :
- la municipalité régionale de comté des Pays-d'en-Haut ;
- la partie de la municipalité régionale de comté d'Argenteuil constituée de la municipalité de Mille-Isles et des municipalités de canton de Gore et de Wentworth ;
- la partie de la municipalité régionale de comté de Matawinie constituée des municipalités de Chertsey et d'Entrelacs ;
- la partie de la municipalité régionale de comté de Montcalm constituée de la municipalité de Saint-Calixte ;
- la partie de la municipalité régionale de comté de La Rivière-du-Nord constituée des villes de Prévost et de Saint-Colomban et de la municipalité de Saint-Hippolyte.

Les circonscriptions limitrophes sont Argenteuil—La Petite-Nation, Laurentides—Labelle, Joliette—Manawan, Montcalm, Rivière-du-Nord et Mirabel.

## Historique
La circonscription de Les Pays-d'en-Haut est créée en 2023 avec des parties des circonscriptions d'Argenteuil—La Petite-Nation, Laurentides—Labelle, Joliette, Montcalm, Rivière-du-Nord et Mirabel.

## Députés
| Législature | Années          | Député       | Parti | Parti                   |
| --- | --------------- | ------------ | ----- | ----------------------- |
| Les Pays-d'en-Haut issue d'Argenteuil—La Petite-Nation, Laurentides—Labelle, Joliette, Montcalm, Rivière-du-Nord et Mirabel |                 |              |       |                         |
| 45e | 2025 – en cours | Tim Watchorn |       | Parti libéral du Canada |